# Alphasyllabaire singhalais
Cette page contient des caractères spéciaux ou non latins. S’ils s’affichent mal (▯, ?, etc.), consultez la page d’aide Unicode.
L'alphabet singhalais est un alphasyllabaire utilisé pour écrire la langue singhalaise. Il sert également à écrire les langues liturgiques que sont le pali et le sanskrit.
Le śuddha siṃhala (ශුද්ධ සිංහල), ou « cingalais pur », comprend les principaux graphèmes de l'alphabet, et suffit à représenter tous les phonèmes de cette langue. Il constitue un sous-ensemble du miśra siṃhala (මිශ්‍ර සිංහල), ou « cingalais mêlé », qui inclut des graphèmes supplémentaires utilisés pour écrire les mots empruntés à d'autres langues.